# Ranunculus incomparabilis
Ranunculus incomparabilis är en ranunkelväxtart som beskrevs av Victor von Janka. Ranunculus incomparabilis ingår i släktet ranunkler, och familjen ranunkelväxter. Inga underarter finns listade i Catalogue of Life.